# Klauzál tér (Segedín)
Klauzál tér je náměstí v centru města Segedína v Maďarsku. Je obklopeno dvoupatrovými domy v novoklasicistním stylu z let 1872 až 1873. Původně se jednalo o součást Széchnyiho náměstí, ale nakonec byl prostor od něj oddělen budovami. Pojmenované je podle maďarského ministra Gábora Klauzála.
Dominantou náměstí je socha Lajose Kossutha, která byla slavnostně odhalena v roce 1902 a jejímž autorem byl József Róna. V roce 1848 odsud Kossuth pronesl projev lidem z balkonu již neexistujícího domu (byl stržen při přestavbě města po velké povodni). Od roku 2000 jej také doplňuje Fontána tisíciletí. V roce 2003 bylo náměstí rekonstruováno spolu s nedalekou ulicí Kárász utca a za obnovu získalo město Segedín cenu Europa Nostra.